# La società dei magnaccioni
La società dei magnaccioni o La società de li magnaccioni è una canzone popolare romana di origini e attribuzione ignota.

## Composizione
La società dei magnaccioni si pone a metà strada tra una canzone romana e uno stornello e ricorre alla semplificazione e all'uso di termini molto colloquiali. Il brano ha origini sconosciute. Secondo una versione, avrebbe antiche origini e, con il passare degli anni, vi sarebbero stati aggiunti strofe e versi del canto popolare romano.

## Incisioni
La società dei magnaccioni venne incisa per la prima volta nel 1962 su singolo dal quattordicenne Armandino Bosco, ottenendo un successo molto locale.
Luisa De Santis, in un'intervista televisiva, affermò di aver scoperto la canzone di Bosco dopo averla ascoltata presso un banco ambulante di dischi mentre passeggiava in via Sannio con Gabriella Ferri. I toni umoristici e scanzonati del testo divertirono le due artiste così tanto da convincerle a reinterpretare la canzone. Nel 1964,  Ferri e De Santis ne pubblicarono una loro cover sul lato B del singolo Alla renella. e nell'album Roma canta. Fu la canzone di esordio di Ferri in televisione, a La fiera dei sogni, presentata da Mike Bongiorno. Stando ad alcune fonti, dopo quel passaggio televisivo la canzone vendette un milione e mezzo di copie. Altri affermano invece che ne vendette circa 12.000 in un mese e non raggiunse nemmeno l'ottava posizione di alcuna classifica italiana.
È stata incisa, fra gli altri, anche da Alvaro Amici, con testo ampliato, nella compilation Stornelli Romaneschi del 1969, da Lando Fiorini nell'album Roma Ruffiana del 1974, e da Claudio Villa nel 1975 nell'album Svejacore. È stata interpretata dal vivo da Elio e le Storie Tese al concerto del Primo Maggio del 1996. I Nanowar of Steel ne hanno fatto una cover in stile heavy metal nel 2010, intitolata The Forest Of Magnaccions.